# Töhötöm
Töhötöm, Tühütüm o secondo una terza versione Tétény (fl. IX secolo), fu, secondo l'anonimo cronista autore delle Gesta Hungarorum, uno dei sette capitribù magiari che condusse il suo popolo nel bacino dei Carpazi nell'895.

## Biografia
Tohotom era il capo della tribù ungara dei Keszi e uno dei sette capitribù magiari insieme a Előd, Tas, Kond, Ond, Huba, sotto il comando del principe Álmos. 
Lo storico ungherese del XX secolo György Györffy ha ipotizzato che, in base a uno studio dei toponimi degli insediamenti ungheresi, il territorio sotto il comando di Töhötöm poteva probabilmente trovarsi a sud di Buda, una località ereditata dopo la morte del capotribù dei Kurszán e di Árpád, che era la seconda carica per importanza nel Principato d'Ungheria.
Secondo l'anonimo autore della cronaca medievale delle Gesta Hungarorum, il nipote di Töhötöm era Gyula, il voivoda della Transilvania padre di Sarolta, moglie del gran principe Géza d'Ungheria e padre del primo re della storia magiara, Stefano I.

### La campagna contro il duca Gelou
Le Gesta Hungarorum raccontano di un incontro di tre capi ungari (Töhötöm, Szabolcs e Tas) dopo la loro vittoria su Menumorut, uno dei duchi attivi in Transilvania, che viene descritto come il signore del Bihor. In seguito, si decise che «il confine del regno del Gran principe Árpád sarebbe passato per i monti Mezeș», costringendo la popolazione locale a costruire una barricata in pietra e legno al nuovo confine. Töhötöm inviò presto un ricognitore, «padre Agmánd Apafarkas», per perlustrare la terra a est dei monti Mezeș. Una volta che questo lo informò della ricchezza della Transilvania e della debolezza del suo sovrano, Töhötöm «spedì i suoi inviati» ad Árpád per ottenere il permesso per l'attacco. Ottenuto il consenso del principe, Töhötöm si precipitò verso i monti Mezeș; secondo Madgearu, il suo attacco era «chiaramente mirato al distretto delle miniere di sale» della Transilvania.
Il duca a capo di quella regione della Transilvania, Gelou, «radunò il suo esercito e cavalcò in fretta» fino al confine nel tentativo di arrestare gli invasori. Töhötöm attraversò la foresta in una sola giornata, costringendo Gelou a ritirarsi presso il fiume Almaș e lì si scontrò sul campo di battaglia con i magiari. Il giorno successivo, Töhötöm separò il suo esercito e «mandò un troncone un po' più a monte» per attraversare l'Almaș e cogliere di sorpresa Gelou. Quest'ultimo ne uscì sconfitto, con molti dei suoi uomini uccisi o catturati. Sebbene sfuggì in tempo dal campo di battaglia verso «il suo castello accanto al fiume Someș», i soldati al seguito di Töhötöm lo inseguirono e lo uccisero sulle rive del Căpuș, vicino al luogo in cui si trova Gilău (menzionato per la prima volta nel XIII secolo). Quando seppero della morte del loro signore, gli abitanti della Transilvania cedettero, riconoscendo Töhötöm come loro nuovo signore. In seguito, gli giurarono fedeltà in un luogo chiamato poi Așchileu (in ungherese Eskellő, che deriva da eskü e significa "giuramento"). L'anonimo conclude il suo resoconto della conquista ungara della Transilvania dicendo che Töhötöm governò la regione appena menzionata «pacificamente e felicemente da quel giorno, ma i suoi posteri lo possedettero solo fino ai tempi del Santo Re Stefano» (il quale conquistò la provincia intorno al 1000).

### Fonti primarie
- Anonimo notaio di re Béla, Gesta Hungarorum, traduzione di Martyn Rady e László Veszprémy, CEU Press, 2010, ISBN 978-963-9776-95-1.

### Fonti secondarie
- (HU) György Györffy, Anonymus: Rejtély vagy történeti forrás [Anonimo: Un Enigma o una Fonte storica], Akadémiai Kiadó, 1988, ISBN 963-05-4868-2.
- (EN) C.A. Macartney, The Magyars in the Ninth Century, Cambridge University Press, 1968, ISBN 978-0-521-08070-5.
- (EN) Alexandru Madgearu, Salt Trade and Warfare: The Rise of Romanian-Slavic Military Organization in Early Medieval Transylvania, in East Central & Eastern Europe in the Early Middle Ages, The University of Michigan Press, 2005a,  pp. 103-120, ISBN 978-0-472-11498-6.
- (EN) Alexandru Madgearu, The Romanians in the Anonymous Gesta Hungarorum: Truth and Fiction, Romanian Cultural Institute, Center for Transylvanian Studies, 2005b, ISBN 973-7784-01-4.
- (EN) Ioan Aurel Pop, Romanians and Hungarians from the 9th to the 14th Century: The Genesis of the Transylvanian Medieval State, Centrul de Studii Transilvane, Fundaţia Culturală Română, 1996, ISBN 973-577-037-7.